# Phrynosoma modestum
Phrynosoma modestum là một loài thằn lằn trong họ Phrynosomatidae. Loài này được Girard mô tả khoa học đầu tiên năm 1852.

## Hình ảnh

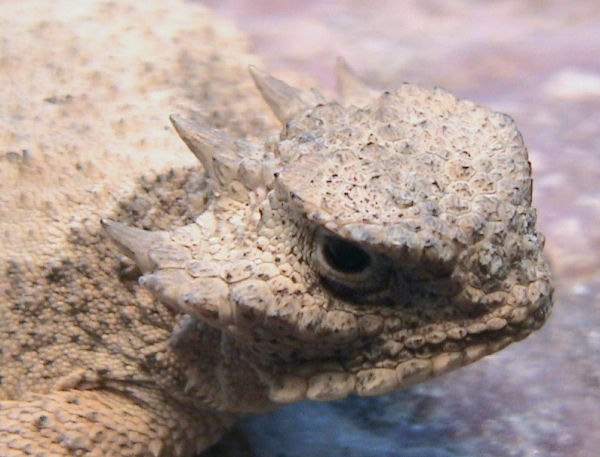
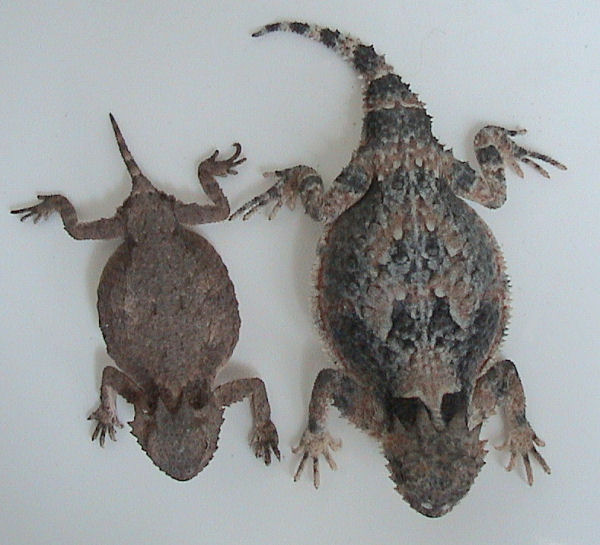